# Brymela parkeriana
Brymela parkeriana är en bladmossart som beskrevs av William Russell Buck 1987. Brymela parkeriana ingår i släktet Brymela och familjen Hookeriaceae. Inga underarter finns listade i Catalogue of Life.